# Caso Alinovi
Il caso Alinovi, noto anche come delitto del DAMS, è l'omicidio di Francesca Alinovi, una critica d'arte uccisa a Bologna il 12 giugno 1983.

## Storia
(Carlo Lucarelli, Misteri in blu, puntata del 27 gennaio 1998)
Il cadavere di Francesca Alinovi venne trovato il 15 giugno 1983 a Bologna in un appartamento in via del Riccio 7, nel centro della città, dai pompieri chiamati da un amico della vittima allarmato dalla sua scomparsa da parecchi giorni. Le analisi stabilirono che la ragazza era stata uccisa con 47 coltellate di poco più di un centimetro tutte sul lato destro del corpo, nessuna delle quali mortali tranne una che aveva reciso la giugulare causandone la morte per soffocamento; la vittima fu ritrovata con le mani sulla faccia e due cuscini sul capo riversa su un tappeto intriso di sangue.
Francesca Alinovi era una ricercatrice del DAMS di Bologna, nota come critica d’arte, in particolare dell'arte di strada; scriveva su diverse riviste di settore e frequentava il mondo dell'arte contemporanea di New York dove aveva conosciuto artisti come Basquiat e Keith Haring, che aveva contribuito a far conoscere in Italia.
Le indagini appurarono che l'omicidio risaliva a tre giorni prima, il 12 giugno, tra le 17 e le 24; si ebbe la certezza che fosse viva almeno fino alle 5 del pomeriggio in quanto aveva fatto alcune telefonate; nell'appartamento non vi erano segni di effrazione e di lotta e nulla sembrava essere stato rubato. Sul pannello di vetro della finestra del bagno c'era una scritta in inglese sgrammaticato, "your' "not" alone , any.. way...”, traducibile come "non sarai mai sola, comunque" ma che, nel gergo newyorkese dell'epoca significava invece "ti ho fregato"; nel bagno vennero ritrovati anche un paio di occhiali Ray-Ban con una lente sfilata che non risultarono essere della vittima.
Del delitto venne sospettato Francesco Ciancabilla, un allievo della vittima che aveva con lei una relazione, un giovane pittore di 23 anni di Pescara, studente nel corso dell'Alinovi e da questa ritenuto promettente come artista; dalle testimonianze e dal diario della donna emerse che fra i due vi era una relazione ma che spesso litigavano; dal diario emerse che la donna era innamorata del ragazzo e, in un'intervista successiva, Ciancabilla dirà che non sapeva che lei si fosse innamorata. Dall'interrogatorio alla polizia Ciancabilla riportò di avere trascorso il pomeriggio del 12 giugno con Francesca e di avere fatto uso di cocaina per poi andarsene alle 19.30 per prendere un treno per Pescara; qui disse di essersi incontrato con un'amica a cui aveva telefonato alle 18.30-18.45 da casa di Francesca per chiederle di procurargli dell'eroina; questo venne confermato dall'amica. Il ragazzo venne però accusato del delitto perché gli inquirenti riuscirono a risalire al minuto esatto della morte grazie a una perizia sul suo orologio che si era fermato alle 18:12. Risultò anche che l'ultima telefonata cui la vittima rispose si era conclusa alle 17:30. I vicini di casa comunicarono di aver sentito il telefono squillare a vuoto intorno alle 19:55. La vittima era attesa alle 20 per un appuntamento ma non vi si recò mai. Si appurò che l'ora del delitto doveva essere compresa fra le 18:45 e le 19:55. Venne poi scoperto che la scritta nel bagno risaliva ad alcuni giorni prima ed era opera di un amico di lei, Umberto Postal, che aveva però un alibi.
Venne deciso di fare analizzare l'orologio di Francesca ritrovato fermo alle 17:12 del giorno 14 giugno, ma solo dopo che era stato erroneamente restituito ai parenti della vittima e quindi rimesso in moto; nella perizia si afferma che l'orologio era rimasto fermo dalle 18:12 del giorno del delitto, quindi quando Ciancabilla era ancora con la ragazza.
Ciancabilla venne arrestato il 21 giugno.
Il processo in corte d'assise iniziò il 3 gennaio 1985 e si chiuse con l'assoluzione; il processo di appello sulla base di prove indiziarie, privo di prove e confessioni, invece lo ritenne colpevole ed emise una condanna a 15 anni; la sentenza venne confermata dalla Corte di cassazione che però ridusse la pena a 10 anni. Tre anni prima Ciancabilla era però fuggito in Spagna dove era latitante e rimase, sotto falso nome, a Madrid fino al suo arresto nel 1997; venne riportato in Italia dove scontò la sua pena fino a quando venne rilasciato nel 2006, sempre professandosi innocente.

## Controversie
Anche dopo aver scontato la sua pena, Ciancabilla ha continuato a proclamarsi estraneo al delitto. Vennero trovate tracce di sangue su un interruttore, ma all'ora in cui Francesco andò via per recarsi in stazione non c’era motivo di accendere la luce e quindi il delitto avrebbe potuto avvenire anche più tardi di quanto stabilito dai periti; inoltre il responsabile avrebbe dovuto sporcarsi i vestiti di sangue, ma secondo l'amica di Ciancabilla che lo aspettava in stazione non ce n'era traccia sui suoi vestiti. Riguardo l'orologio, non è ipotizzabile che avesse il cento per cento della carica: se fosse stata ad esempio al 96%, la morte sarebbe stata due ore dopo. Un altro dettaglio controverso fu la scritta in bagno: secondo due amici che avevano dormito da Francesca il sabato prima che venisse uccisa, la scritta non c'era e la perizia calligrafica escluse fosse opera di Ciancabilla o della Alinovi; venne appurato che fu realizzata da un altro conoscente di Francesca che però aveva un alibi che lo escluse dalle indagini. Degli occhiali ritrovati nel bagno non si è mai saputo di chi fossero.

## Eventi correlati
Nello stesso periodo, si verificarono altri tre delitti con un unico tratto in comune: le vittime erano tutte legate al Dams; per questo si parlò dei "Delitti del Dams". Il primo delitto risaliva al 30 dicembre 1982, quando venne trovato morto lo studente 26enne Angelo Fabbri, ucciso da 12 pugnalate alle spalle; il 3 luglio 1983 la studentessa Liviana Rossi venne trovata uccisa in Calabria e, il 29 novembre, Leonarda Polvani, scomparve da casa sua e venne ritrovata uccisa in una grotta fuori Bologna, il 3 dicembre. Venne avanzata l'ipotesi di un possibile serial killer, il "mostro del Dams".
I delitti Fabbri e Polvani risultano irrisolti.